# Kadro
Le mouvement Kadro (Cadre en langue turque) est un mouvement intellectuel et politique turc proche du kémalisme, fondé au début des années 1930 par cinq intellectuels et dont l'idéologie est relayée au sein de la revue Kadro, parue entre 1932 et 1934 (34 numéros). 
Il se définit lui même comme un « nationalisme social », et est considéré comme un exemple de mouvement patriotique de gauche ayant eu une réelle influence au XXe siècle. Il s'est donné pour objectif de théoriser l'idéologie de Mustafa Kemal Atatürk. Il considère que les Kadros (les bureaucrates et intellectuels) ont la responsabilité de formuler un cadre idéologique clair pour le kémalisme après la Guerre d'indépendance turque. Il suppose que seul un État mené par les cadres donnera à la Turquie un élan économique, politique et unifié pour son développement. Il fonde son action sur deux postulats : le XXe siècle est celui des libérations nationales et il est nécessaire de rejeter le capitalisme, le socialisme et le fascisme pour créer un exceptionnalisme turc. La revue suscitait cependant la méfiance du régime par son radicalisme et fut arrêtée en 1934 sur décision de Mustafa Kemal.

## Origines du mouvement

### Contexte politique

#### Dans le sillage des réformes kémalistes
Le mouvement est créé en 1932 par les intellectuels de gauche les plus en vue de Turquie, fidèles à Mustafa Kemal Atatürk qui dirige le pays depuis 1922. Les réformes kémalistes se poursuivent  (droit de vote des femmes, systèmes de mesures, révolution des signes) dans les années 1930 et entrainent un renouveau de la pensée politique turque. En s'inspirant des régimes communiste et fasciste, les kémalistes veulent alors passer à l’éducation de la grande masse et confie cet objectif doctrinaire au mouvement Kadro.
Selon Hamit Bozarslan, la création du mouvement révéla l'ambition du kémalisme de ne plus rester dépendant de l’héritage unioniste ou de la matrice de la Révolution française (sévèrement critiquée pour ses échecs), mais de s'ériger en un modèle universel à part. Le kémalisme se projetait désormais comme le troisième pôle, avec le fascisme italien et le bolchevisme soviétique, d’un nouveau monde qu’il concevait comme antilibéral et antidémocratique.

#### Sortir de la comparaison avec la Révolution française
Selon Bilici Faruk, les fondateurs du mouvement ne pardonnent pas aux Français d'alors d'avoir trahi la Révolution (1789) par le colonialisme, par l'invasion de la Turquie au cours de la guerre 1914-1918 et même par les scandales politico-financiers sous la IIIe République. Adeptes du régime autoritaire et étatistes, leur critique principale à l'encontre de la Révolution française est le « manque de discipline et de consensus autour des idées concrètes » auquel eux pensent remédier dans la Révolution turque. Pour eux la liberté des Français de cette période est « trop légère », elle n'a pas cette particularité d'insuffler une satisfaction éternelle et collective comme c'est le cas de la Révolution turque. Elle leur paraît trop individualiste et trop spontanée.

#### Un mouvement de cadres
Le mouvement s'adresse à la "minorité consciencieuse" des cadres de Turquie, qui doivent assurer la mise en œuvre de ses propositions. Il désigne les bureaucrates-intellectuels sans réellement les définir et n'a pas vocation à présenter de leader en raison de l'extrême fidélité à Mustafa Kemal Atatürk, personnage central auquel il se réfère systématiquement.

### Fondateurs
La revue Kadro parait pour la première fois en Turquie en janvier 1932. Elle est fondée par cinq intellectuels turcs issus pour certains de la direction du parti communiste turc (interdit sous le Kémalisme) et ont pour la plupart étudié à l'étranger. Ces hommes concevaient la nation comme un corps organique, une famille sans conflits ni de genre, ni de classe, et assignaient à l’État et à ses cadres éclairés la mission de développer l’économie, la société et la culture.
- Sevket Sureyya Aydemir, théoricien du mouvement et ayant étudié à Moscou.
- Yakup Kadri Karaosmanoglu, propriétaire de la revue, écrivain et homme politique.
- Vedat Nedim Tor, éditeur ayant étudié en Allemagne.
- Ismail Hiisrev Tokin, contributeur régulier et ayant étudié à Moscou.
- Burhan Asaf Beige, homme politique ayant étudié en Allemagne.

## Idéologie

### Inspirations
Membres du mouvement kémaliste, le mouvement Kadro s'inspire d'auteurs nationalistes turcs tels que Yusuf Akçura et Ziya Gökalp dans leur interprétation de la chute de l'Empire ottoman, consécutive selon eux aux effets négatifs de la révolution industrielle, aux influences de la Révolution française sur les populations balkaniques lors de la Guerre des Balkans et à la supériorité militaire et économique des puissances occidentales face à l'Empire qui peine à se moderniser.
Le mouvement s'inspire également du léninisme. Une partie de ses fondateurs ont étudié en Russie pendant la Révolution russe et sont imprégnés de cette idéologie. Ils sont connaisseurs des théories marxistes et particulièrement du travail de Lénine sur l'anti-impérialisme. Bien qu'ils n'adoptent pas tous les codes du léninisme, notamment la dictature du prolétariat et le soutien temporaire aux mouvements de libération, ils suggèrent que l'indépendance politique et économique s’acquièrent en deux étapes : la Révolution (ici la guerre d'indépendance) et la Réforme (les réformes kémalistes).
Le mouvement s'inspire également du tatar Sultan-Galiyev, théoricien du galiyevisme et prônant un islam socialiste et anti-impérialiste qui place en premier objectif la libération des peuples plutôt que la lutte des classes. L'expérience soviétique a également marqué les fondateurs du mouvement Kadro. Une partie de leur doctrine est basée sur la Nouvelle politique économique et certains documents russes sont traduits par les fondateurs pour une diffusion en Turquie. La politique étrangère de normalisation des relations internationales de l'URSS et la planification économique sont particulièrement ancrées dans l'idéologie Kadro.
Les économistes de l'école germanique (Friedrich List, Adolph Wagner, Werner Sombart) ont fait pénétrer dans le mouvement le protectionnisme industriel et le rôle de l'État comme des éléments indispensables de l'industrialisation.

### Politique économique

#### Idéologie politique et économique
En référence au modèle de l'économie planifiée et au socialisme d'État, le mouvement Kadro refuse le libéralisme économique du modèle occidental. Il défend la conception d'une bourgeoisie contrôlée par l'État, dans une troisième voie économique, placée entre le capitalisme et le socialisme. Pour eux, le fascisme est issu de ces deux systèmes.
Ils refusent le socialisme, qui ne prend pas en compte les caractéristiques des travailleurs asiatiques et orientaux, et rejettent le capitalisme, qui ne créée pas de redistribution suffisamment effective pour empêcher l'émergence d'une classe dominante. Ils condamnent le fascisme qui est selon eux un moyen de protéger le capitalisme ou le socialisme d'État de la révolte.
Ils défendent ainsi l'étatisme économique, ne sont pas contre le secteur privé mais proclament que l'État doit décider de l'orientation des investissements du secteur privé. Ils acceptent qu'une partie de l'industrie non-stratégique soit laissée au contrôle du secteur privé.

#### Division des classes sociales
Bien que le mouvement Kadro ne souhaite pas diviser la nation turque en classes sociales pour appuyer sur l'unité nationale, ils opèrent une division des populations en 2 catégories : urbaine ou rurale. La classe urbaine comprend de grands ou de petits propriétaires de commerces, leurs employés et les marchands. La classe rurale comprend 6 catégories : propriétaires, entrepreneurs, petits fermiers, Share-croppers, travailleurs agricoles, paysan sans terre et esclaves. (109)

Pour appuyer cette division, Ismail Hiisrev Tokin déclare dans Kadro en 1934 :
« Ne nous contredisons-nous pas en affirmant, d'une part, que la nation turque n'est pas divisée en classes opposées et, d'autre part, en identifiant les classes sociales en Turquie ? La société turque est-elle sui generis ? ... La Turquie ne peut pas être considérée comme une nation sans classes. Une telle compréhension contredit la réalité, car dans tous les coins du pays, des groupes de personnes, qui se différencient en fonction de leur participation et de leurs revenus. de l'économie, peut être identifiée. »

### Politique étrangère
Sur cette question, le point de vue du Kadro prétend approfondir le rôle de la Turquie. Placé entre le fascisme et le stalinisme. Il les accepte, les justifie et leur confère un rôle international,. Il essaie de trouver une place internationale au Kémalisme dans ce nouveau monde « non démocratique ».

#### L'influence soviétique
Sur le modèle soviétique, les théoriciens du mouvement Kadro développent l'idée d'une politique étrangère indépendante et basée sur l'intérêt national. Ils font peu de commentaires sur la politique internationale, à l'exception de la condamnation du fascisme. Contrairement à l'URSS, ils ne sont pas opposés aux relations de commerce avec les pays capitalistes.

#### Vision du système international
La vision du système international du mouvement Kadro repose sur la dichotomie entre pays industrialisés et non-industrialisés. Il considère que l'exploitation des classes ouvrières en Europe a contribué à l'accumulation du capital, mais que les colonies y ont encore plus contribué.